# Sigtryggur Björnsson
Sigtryggur Arnar Björnsson (7 de marzo de 1993) es un jugador de baloncesto islandés, que pertenece a la plantilla del Tindastóll Sauðárkrókur de la Úrvalsdeild karla. Con 1,80 metros de altura, juega en la posición de base.

## Trayectoria
Después de jugar en el Breiðablik, Tindastóll y St. Mary's High School en Canadá, Björnsson tuvo su primera gran temporada con el Skallagrímur la temporada 2014-15, con un promedio de 16,7 puntos y 5,0 asistencias, aunque el Skallagrímur acabó descendiendo a la 1. deild karla.
La temporada 2015-2016 ayudó al equipo a regresar a la Domino's deildin, tras promediar 21.0 puntos, 5.7 rebotes y 5.0 asistencias, siendo nombrado mejor jugador de la 1. deild karla.
Continuó con su buen nivel durante la temporada 2016-17, promediando 18.0 puntos y 5.3 asistencias, siendo convocado por la selección de Islandia por primera vez en su carrera. Pero una vez más fue incapaz de ayudar al Skallagrímur a evitar el descenso.
El 24 de abril de 2017 se anuncia su regreso al Tindastóll. El 10 de enero de 2018, anotó 35 puntos en la victoria contra el Haukar en las semifinales de la Copa de Islandia. El 13 de enero de 2018, el Tindastóll consiguió vencer al KR en la final de la Copa, consiguiendo el primer título oficial del club. A final de temporada, Björnsson fue incluido en el mejor quinteto de la liga.
Tras una disputa con el club debido a su contrato, el 4 de julio de 2018 ficha por el Grindavík. El 15 de febrero de 2020, el Grindavík pierde contra el Stjarnan la final de la Copa de Islandia, por 75-89, siendo Björnsson el máximo anotador con 23 puntos.
El 12 de enero de 2021 se confirma su fichaje por el ZTE Real Canoe, equipo de la LEB Oro.
El 15 de abril de 2021, tras desligarse del ZTE Real Canoe, firma por el Club Basquet Coruña de la Liga LEB Oro hasta el final de la temporada para cubrir la baja por lesión de Augustas Pečiukevičius.
El 28 de junio de 2021, regresa al Tindastóll Sauðárkrókur de la Úrvalsdeild karla.

## Selección de Islandia
En julio de 2017, fue convocado para la concentración de la selección de Islandia para el EuroBasket 2017. Debutó el 27 de julio de 2017, en una victoria contra Bélgica, aunque finalmente no fue incluido en la lista definitiva.

## Clubes
- Breiðablik Kópavogur (2012)
- Tindastóll Sauðárkrókur (2012-2013)
- Skallagrímur Borgarnes (2014-2017)
- Tindastóll Sauðárkrókur (2017-2018)
- Grindavík (2018-2021)
- ZTE Real Canoe (2021)
- Club Basquet Coruña (2021)
- Tindastóll Sauðárkrókur (2021-actualidad)